# Ciclismo ai Giochi della XXXI Olimpiade - Cross country femminile
La gara di cross country femminile dei Giochi della XXXI Olimpiade fu corsa il 20 agosto presso il Centro de Mountain Bike di Rio de Janeiro, in Brasile. Fu vinta dalla svedese Rissveds, che terminò la gara in 1h 30'15", seguito dalla polacca Włoszczowska e dalla canadese Pendrel.

## Programma
Tutti gli orari sono UTC-3
| Data                   | Ora   | Turno  |
| ---------------------- | ----- | ------ |
| Sabato, 20 agosto 2016 | 12:30 | Finale |

## Risultati
| Pos. | Nome                   | Nazione     | Partenza | Ranking UCI | Tempo     |
| ---- | ---------------------- | ----------- | -------- | ----------- | --------- |
|      | Jenny Rissveds         | Svezia      | 7ª       | 6ª          | 1h 30'15" |
|      | Maja Włoszczowska      | Polonia     | 5ª       | 4ª          | 1h 30'52" |
|      | Catharine Pendrel      | Canada      | 10ª      | 9ª          | 1h 31'41" |
| 4    | Emily Batty            | Canada      | 9ª       | 8ª          | 1h 31'43" |
| 5    | Kateřina Nash          | Rep. Ceca   | 16ª      | 17ª         | 1h 32'25" |
| 6    | Jolanda Neff           | Svizzera    | 4ª       | 3ª          | 1h 32'43" |
| 7    | Lea Davison            | Stati Uniti | 22ª      | 27ª         | 1h 33'27" |
| 8    | Linda Indergand        | Svizzera    | 8ª       | 7ª          | 1h 33'27" |
| 9    | Jana Belomoina         | Ucraina     | 6ª       | 5ª          | 1h 33'28" |
| 10   | Gunn-Rita Dahle        | Norvegia    | 13ª      | 13ª         | 1h 33'34" |
| 11   | Annika Langvad         | Danimarca   | 2ª       | 1ª          | 1h 33'48" |
| 12   | Helen Grobert          | Germania    | 19ª      | 23ª         | 1h 34'08" |
| 13   | Tanja Žakelj           | Slovenia    | 18ª      | 21ª         | 1h 35'17" |
| 14   | Chloe Woodruff         | Stati Uniti | 23ª      | 29ª         | 1h 36'17" |
| 15   | Anne Terpstra          | Paesi Bassi | 20ª      | 24ª         | 1h 36'33" |
| 16   | Daniela Campuzano      | Messico     | 14ª      | 15ª         | 1h 36'33" |
| 17   | Irina Kalent'ieva      | Russia      | 25ª      | 33ª         | 1h 36'54" |
| 18   | Eva Lechner            | Italia      | 21ª      | 26ª         | 1h 38'45" |
| 19   | Sabine Spitz           | Germania    | 3ª       | 2ª          | 1h 39'16" |
| 20   | Raiza Goulão           | Brasile     | 11ª      | 10ª         | 1h 39'21" |
| 21   | Githa Michiels         | Belgio      | 17ª      | 18ª         | 1h 40'23" |
| 22   | Iryna Popova           | Ucraina     | 24ª      | 30ª         | 1h 41'29" |
| 23   | Perrine Clauzel        | Francia     | 26ª      | 37ª         | 1h 42'23" |
| 24   | Yao Ping               | Cina        | 31ª      | 478ª        | 1h 43'20" |
| 25   | Rebecca Henderson      | Australia   | 12ª      | 11ª         | 2 LAP     |
| 26   | Michelle Vorster       | Namibia     | 29ª      | 96ª         | 2 LAP     |
| 27   | Jovana Crnogorac       | Serbia      | 15ª      | 16ª         | 2 LAP     |
| 28   | Francelina Cabral      | Timor Est   | 30ª      | 325ª        | 5 LAP     |
| -    | Pauline Ferrand-Prévot | Francia     | 28ª      | 83ª         | DNF       |